# Slovaques de Roumanie

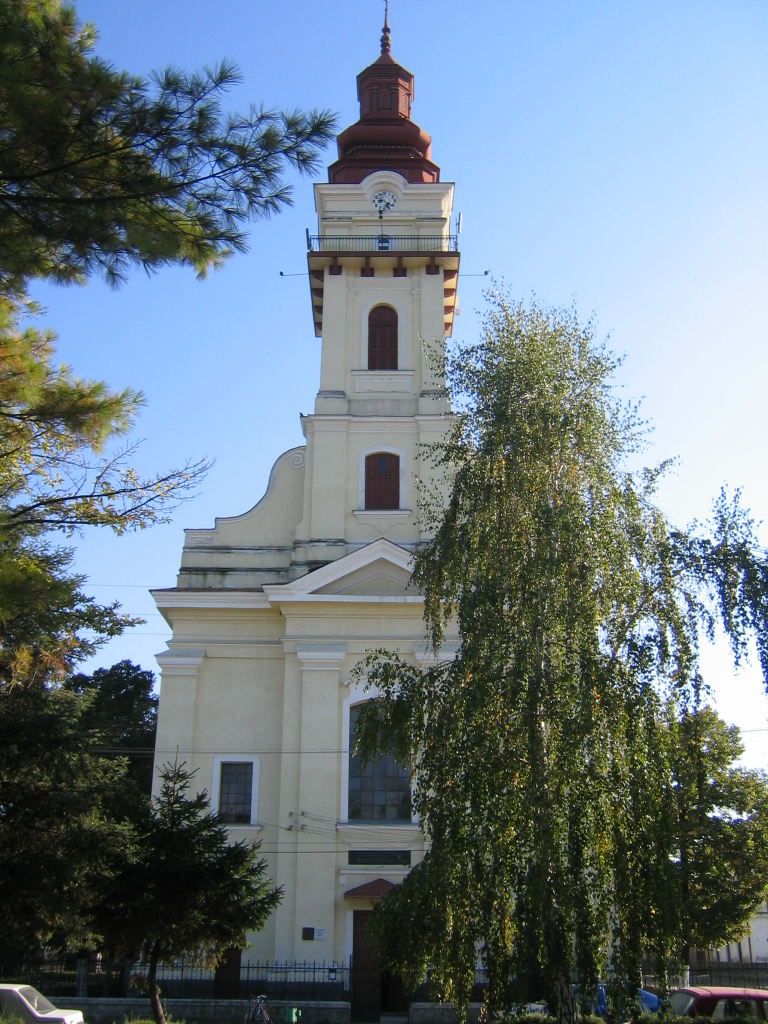
L'Église luthérienne slovaque de Nădlac.

Les Slovaques (en slovaque: slováci) sont un groupe ethnique de Roumanie.

## Démographie
Selon le recensement de 2011, ils comptent 13 654 individus, soit 0,1 % de la population du pays. Ils habitent notamment dans l'ouest de la Roumanie. Dans le județ de Bihor et dans le județ d'Arad, ils représentent respectivement 1,1 % et 1,1 % de la population totale. Les plus grandes communautés de Slovaques se trouvent à Nădlac dans le județ d'Arad, où ils représentent presque la moitié de la population de la ville et dans la commune de Șinteu dans le județ de Bihor, où ils représentent la quasi-totalité de la population.

## Enseignement
Dans la localité de Budoi, județ de Bihor fonctionne le lycée théorique Josef Kozacek avec un enseignement en slovaque. En plus de cette institution est assuré un enseignement primaire et secondaire en langue slovaque, dans d'autres localités. 

## Religion
En matière de religion, les slovaques de Bihor sont en majorité absolue catholiques romains, alors que ceux du județ d'Arad sont luthériens. 

## Représentation politique
En tant que minorité ethnique reconnue officiellement, ils sont représentés, avec les Tchèques de Roumanie de façon permanente par un député à la Chambre des députés de Roumanie, et depuis 2016 par Ecatarina-Maria Orban.